# High (The Cure)
High is een nummer van de Britse band The Cure uit 1992. Het is de eerste single van hun negende studioalbum Wish.
"High" werd op de Britse eilanden en in Oceanië een grote hit. In Europa was het een bescheiden hit. In het Verenigd Koninkrijk haalde het nummer de 8e positie. In de Nederlandse Top 40 behaalde het een bescheiden 35e positie en in de Vlaamse Radio 2 Top 30 kwam het nummer niet verder dan de 21e positie.